# Sala de operaciones de Marea (Siria)
La sala de operaciones de Mare (en árabe: غرفة عمليات مارع‎, en turco: Mare Operasyon Odası) era una sala de operaciones conjunta de facciones rebeldes sirias armadas con base en la ciudad de Mare ' en el distrito de Azaz de la gobernación de Alepo para luchar contra el Estado Islámico.

## Historia
La sala de operaciones estuvo en conflicto con las Unidades de Protección Popular y el Ejército de Revolucionarios, como parte de las Fuerzas Democráticas Sirias, desde finales de noviembre de 2015 hasta principios de diciembre de 2015, cuando se alcanzó una tregua, aunque el Ejército de Revolucionarios se negó a cumplir. por esto. A finales de diciembre de 2015, la Sala de Operaciones de Mare canceló su acuerdo con las SDF después de que este último capturara una aldea del primero.
En enero de 2016, el comandante de la sala de operaciones de Mare, el mayor Yasser Abdul Rahim, quien también era comandante de la Sham Legion, renunció debido a la falta de coordinación entre los grupos miembros de la sala de operaciones. Yasser siguió siendo el comandante de Fatah Halab después de que se mudó a la ciudad de Alepo. Como resultado, la sala de operaciones ha desaparecido en gran medida. Fue reemplazado por la Sala de Operaciones Hawar Kilis, establecida en abril de 2016.

## Grupos de miembros
- Brigada Mountain Hawks
- Legión del Sham
- Frente de Levante[2]
  - Batallón Thuwar al-Sham
- Unión Fastaqim
- Descendientes de la Brigada Saladino
- Brigada Al-Mu'tasim
- Alwiya al-Nasr
- División del Sultán Murad
- Brigada Siria Libre
- Batallón islámico de élite[3]